# Inferno (Motörhead-album)
Az Inferno album a brit Motörhead zenekar 2004-ben megjelent, sorrendben tizenhetedik stúdiólemeze, amelynek két dalában a neves amerikai gitárvirtuóz Steve Vai is vendégszerepel.

## Története
Ezen az albumon dolgoztak először Cameron Webb producerrel, akivel azóta több Motörhead lemezt is készítettek már. Az Inferno a Motörhead egy újabb sikeres korszakának a kezdete. Németországban első alkalommal jutottak 10. helyig a lemezeladási listán, Angliában pedig ismét a Top100-ban szerepeltek.
Az album jórészt a megszokott Motörhead-stílusban íródott dalokat rejt egyetlen kivétellel. Ez pedig a lemezt záró, akusztikus "Whorehouse Blues", mely a klasszikus Mississippi-delta blues hagyományait követi. A 30 éves Motörhead életét elbeszélő dalhoz videóklipet is forgattak egy angliai sztriptízbárban (a dal címe magyarul: Bordély-blues). A klipen és később a koncerteken nem csak a gitáros Phil Campbell, de a dobos Mikkey Dee is akusztikus gitárt ragad és ketten kísérik Lemmy énekét, szájharmonika játékát.
Lemmy az albumot példaképének, a 2002-ben elhunyt John Enwistle-nek, a The Who együttes egykori basszusgitárosának ajánlotta.

## Az album dalai
1. "Terminal Show" (feat. Steve Vai) – 3:45
2. "Killers" – 4:14
3. "In the Name of Tragedy" – 3:03
4. "Suicide" – 5:07
5. "Life's a Bitch" – 4:13 videóklip
6. "Down on Me" (feat. Steve Vai) – 4:12
7. "In the Black" – 4:31
8. "Fight" – 3:42
9. "In the Year of the Wolf" – 4:17
10. "Keys to the Kingdom" – 4:46
11. "Smiling Like a Killer" – 2:44
12. "Whorehouse Blues" – 3:53 videóklip

### Limitált kiadás bónusz DVD
- Interjú és az Inferno album készítése
- "Brave New World" videóklip
- "Serial Killer" videóklip
- "We Are Motörhead" videóklip

### Jubileumi újrakiadás bónusz DVD (2005)
Alig másfél évvel az album első megjelenése után az Inferno újra kiadásra került a zenekar 30 éves fennállásának alkalmából. A Hammersmith Apolloban tartott születésnapi koncert részletei mellett a bónusz DVD-re felkerült az együttes történetét bemutató dokumentumfilm is, benne többek között a klasszikus Motörhead-felállásból ismert 'Fast' Eddie Clark gitárossal és 'Philthy Animal' Taylor dobossal készült interjúk. Egy másik fejezetben a jellegzetes Motörhead lemezborítókat megfestő Joe Petagno mesél munkájáról.
- Live at Hammersmith Apollo, June 16, 2005 – 27:34

1. "Killers" – 6:15
2. "Love for Sale" – 5:25
3. "Tragedy" – 3:22
4. "(We Are) The Road Crew" – 3:34
5. "Whorehouse Blues" – 4:59
6. "Bomber" – 3:59

- The Guts and the Glory – The Motörhead Story – 64:00
- "Whorehouse Blues" videóklip és készítése – 21:35
- Bemutatkozik Joe Petagno – 20:20

## Közreműködők
- Ian 'Lemmy' Kilmister – basszusgitár, ének, valamint a "Whorehouse Blues" dalban szájharmonika és akusztikus gitár
- Phil Campbell – gitár, háttérvokál, valamint a "Whorehouse Blues" dalban akusztikus gitár
- Mikkey Dee – dobok
- Steve Vai – gitár a "Terminal Show" dalban és gitárszóló a "Down on Me" dal végén
- Curtis Mathewson – vonósok a "Keys to the Kingdom" dalban